# تیانین
تیانین (انگلیسی: Theanine) یا L-γ-glutamylethylamide یا N5-ethyl-L-glutamine یک آمینو اسید است که در چای سبز موجود است. تیانین از نظر ساختاری شبیه گلوتامات عمل می‌کند و به انتقال پیام‌های عصبی در مغز کمک می‌کند این ماده بین سال‌های ۱۹۴۹ و ۱۹۵۰ و کشف شد و از چای سبز استخراج شد.
در طب چینی از این ماده بسیار استفاده می‌شود و بیشتر برای درمان اضطراب و فشار خون بالا، پیشگیری از آلزایمر و افزایش تأثیر داروهای سرطان از آن استفاده می‌شود.
تیانین فشار خون را پایین می‌آورد و برای استفاده هم‌زمان با داروهای فشارخون باید با پزشک مشورت شود.